# DNAJB6
DNAJB6 (англ. DnaJ heat shock protein family (Hsp40) member B6) – білок, який кодується однойменним геном, розташованим у людей на короткому плечі 7-ї хромосоми. Довжина поліпептидного ланцюга білка становить 326 амінокислот, а молекулярна маса — 36 087.
| 10         |  | 20         |  | 30         |  | 40         |  | 50         |
| ---------- |  | ---------- |  | ---------- |  | ---------- |  | ---------- |
| MVDYYEVLGV |  | QRHASPEDIK |  | KAYRKLALKW |  | HPDKNPENKE |  | EAERKFKQVA |
| EAYEVLSDAK |  | KRDIYDKYGK |  | EGLNGGGGGG |  | SHFDSPFEFG |  | FTFRNPDDVF |
| REFFGGRDPF |  | SFDFFEDPFE |  | DFFGNRRGPR |  | GSRSRGTGSF |  | FSAFSGFPSF |
| GSGFSSFDTG |  | FTSFGSLGHG |  | GLTSFSSTSF |  | GGSGMGNFKS |  | ISTSTKMVNG |
| RKITTKRIVE |  | NGQERVEVEE |  | DGQLKSLTIN |  | GVADDDALAE |  | ERMRRGQNAL |
| PAQPAGLRPP |  | KPPRPASLLR |  | HAPHCLSEEE |  | GEQDRPRAPG |  | PWDPLASAAG |
| LKEGGKRKKQ |  | KQREESKKKK |  | STKGNH     |  |            |  |            |

A: Аланін

C: Цистеїн

D: Аспарагінова кислота

E: Глутамінова кислота

F: Фенілаланін

G: Гліцин

H: Гістидин

I: Ізолейцин

K: Лізин

L: Лейцин

M: Метіонін

N: Аспарагін

P: Пролін

Q: Глутамін

R: Аргінін

S: Серин

T: Треонін

V: Валін

W: Триптофан

Кодований геном білок за функціями належить до шаперонів, фосфопротеїнів. 
Задіяний у такому біологічному процесі, як альтернативний сплайсинг. 
Локалізований у цитоплазмі, ядрі.